# Volere volare
Volere volare è un film in tecnica mista del 1991 scritto e diretto da Maurizio Nichetti e Guido Manuli.

## Trama
Maurizio è un rumorista di vecchi cartoon americani e maniacale raccoglitore di suoni in presa diretta; lavora assieme al fratello Patrizio, doppiatore realista di film per adulti.
Un giorno conosce Martina, una donna che per sbarcare il lunario soddisfa le più eccentriche fantasie dei suoi clienti. I due entrano in contatto per puro caso, spesso proprio in occasione dei lavori di Martina, e Maurizio, inconsapevolmente, diventa il bersaglio preferito delle fantasie dei clienti della donna. Una coppia che finge alternativamente la morte dell'altro/a, dopo aver conosciuto Maurizio, decide di iniziare a fingere la morte di entrambi contemporaneamente per spingere Martina a chiamare nuovamente il rumorista ad aiutarla.
Un tassista sadico, che si diverte a svolgere manovre rocambolesche con la sua auto, nota il terrore negli occhi di Maurizio in una piovosa serata e dopo non riesce più ad accontentarsi dei classici spaventi di Martina. Un rapinatore masochista, che prima di ricevere la classica borsata di Martina sul volto, si sfoga malmenando il povero Maurizio (che nonostante i vari pugni ricevuti e le ripetute testate sul pavimento, si rialza dopo pochi secondi appena leggermente stordito come se fosse un personaggio di un cartone animato), non riesce più a trovare soddisfazione nel vedere Martina da sola.
Tutto questo conduce la giovane donna alla decisione di invitare a cena Maurizio per proporgli di lavorare insieme, ma durante la serata il rumorista inizia a trasformarsi in un cartone animato, perdendo il controllo delle sue mani e abbandonando il ristorante. Maurizio cerca in tutti i modi di nascondere a Martina la sua mutazione sempre più incontrollata, ma alla fine il suo cambiamento esteriore non rappresenterà un ostacolo considerato l'amore covato tra i due.

## Produzione
Il soggetto originale risale al 1982 e nel corso degli anni la sceneggiatura fu riscritta più volte. Le riprese si sono svolte a Milano dal 4 giugno al 27 luglio 1990.

## Accoglienza
Dopo Ratataplan, è stato il più grande successo di Nichetti, conquistando il 31º posto tra i primi 100 film di maggior incasso della stagione cinematografica italiana 1990-1991.

## Premi
- 1991 - Montreal World Film Festival
  - Miglior regia a Maurizio Nichetti
  - Premio del pubblico
- 1991 - Globo d'oro
  - Miglior sceneggiatura a Maurizio Nichetti e Guido Manuli
- 1991 - Ciak d'oro
  - Migliore attrice protagonista ad Angela Finocchiaro (ex aequo Margherita Buy)[3]
- 1991 - David di Donatello
  - Migliore sceneggiatura a Maurizio Nichetti e Guido Manuli (ex aequo Il portaborse)